# Johannes Beschnitt
Johannes Beschnitt (Strzegom, Buków , 30 april 1825 – Szczecin, 24 juli 1880) was een Duits componist. Zowel geboorte- als overlijdensplaats maken na de Tweede Wereldoorlog deel uit van Polen
Hij was vanaf 1848 kantor en leraar aan de Rooms-Katholieke school in Szczecin en leidde ook het plaatselijk koor. Hij componeerde een aantal liederen voor mannenkoor. Zijn Das Letzte Lied (opus 9) werd zelfs in Philadelphia uitgegeven onder de titel The last song. Een serenade bracht het nog verder met een druk in Sydney, Australië.
Onder de composities bevindt zich wellicht Beschnitts bekendste werk Ossian, dat onder meer is uitgegeven door Warmuth Musikforlag in Noorwegen. Het is aan het eind van de 19e eeuw diverse keren in Noorwegen uitgevoerd van Oslo (door koor onder leiding van Thorvald Lammers, tevens solist, met begeleiding door Agathe Backer-Grøndahl) tot Tromsø. Ook Nederlands publiek kon rondom de eeuwwisseling kennismaken met dit werk tijdens uitvoeringen in bijvoorbeeld 1887 en in januari 1934. Er zijn ook uitvoeringen bekend in de Carnegie Hall en elders in de Verenigde Staten en Australië.
Composities:
- opus 9: Das letzte Lied
- opus 11: Ossian
- opus 25: Fünf Lieder für Alt oder Bariton
- opus 32: Liederen
- opus 33: In den Sternen wohnt der Friede
- opus 34: Albumblätter, zehn Lieder aus der Mappe einer Freundin
- opus 35: Der goldene Sonnenschein
- opus 36: Hurrah! Germania! voor gemengd koor
- opus 39: Partsongs for men’s voices
- opus 40: Drei Lieder für Sopran oder Tenor
- opus 41: Vier Lieder für Männenchor
- opus 42: Drei Lieder für Männenchor

- Gemeinsame Normdatei: 1031457615
- International Standard Name Identifier: 0000 0004 0193 0162
- Virtual International Authority File: 296813249
- WorldCat: E39PBJrRbXwKQmY3dcRJ89fDv3